# Карл Фердинанд (Вюртемберг-Оелс-Бернщат)
Карл Фердинанд фон Вюртемберг-Оелс (на немски: Karl Ferdinand von Württemberg-Oels; * 15 януари 1650, Оелс/Олешница; † 2 януари 1669, Касел) от Дом Вюртемберг (Линия Вайлтинген), е херцог на Вюртемберг-Оелс (Олешница).

## Живот
Той е най-големият син на херцог Силвиус I Нимрод фон Вюртемберг-Оелс (1622 – 1664) и съпругата му херцогиня Елизабет Мария фон Мюнстерберг-Оелс (1625 – 1686) от род Подебради, единствената дъщеря на херцог Карл Фридрих I фон Оелс и първата му съпруга принцеса Анна София фон Саксония-Алтенбург.
Според завещанието на баща му през 1664 г. майка му е регентка на Оелс и опекун на нейните четирима сина заедно с херцог Кристиан фон Бриг и неговия полубрат фрайхер Август фон Лигница (1627 – 1679).
Брат е на Силвиус II Фридрих (1651 – 1697), херцог на Вюртемберг-Оелс, Кристиан Улрих I (1652 –1704), херцог на Вюртемберг-Бернщат, и Юлиус Зигмунд (1653 – 1684), херцог на Вюртемберг-Юлиусбург. Принцовете пътуват из Европа, между другото в Нидерландия.
Карл Фердинанд умира на 18 години на 2 януари 1669 г. в Касел. През 1672 г. тримата му братя поемат управлението и разделят страната по нареждане на майка им.